# Talcahuano
Talcahuano és una ciutat de Xile de la regió del Bío-Bío. tenia 171.383 habitants i la comuna té una superfície de 92,3 km² (datació del cens de 2002). Va ser fundada el 5 de novembre de 1764.